# Керзац
Керзац (нем. Kehrsatz) — коммуна в Швейцарии, в кантоне Берн. 
Входит в состав округа Зефтиген. Население составляет 3755 человек (на 31 декабря 2006 года). Официальный код — 0870.